# Juventus Football Club 1955-1956
Questa voce raccoglie le informazioni riguardanti la Juventus Football Club nelle competizioni ufficiali della stagione 1955-1956.

## Stagione

Il nuovo tecnico juventino Sandro Puppo a quattrocchi con il capitano Giampiero Boniperti

Dopo la scialba annata precedente chiusa al settimo posto della Serie A – che aveva tradito profonde problematiche in seno alla squadra bianconera, sia sul lato tecnico sia all'interno dello spogliatoio –, in vista della nuova stagione l'organico juventino venne profondamente rinnovato.
Durante l'estate il vecchio tecnico Olivieri lasciò la panchina a Sandro Puppo, allenatore di ritorno in Italia dopo alcune esperienze in Turchia (nazionale e Beşiktaş) e Spagna (Barcellona), mentre la rosa vide l'addio di alcuni degli ultimi protagonisti rimasti della vittoriosa formazione d'inizio decennio: fecero così le valigie Ferrario, Manente e Muccinelli, ceduti rispettivamente a Inter, Lanerossi Vicenza e Lazio; arrivò a sostituirli una nidiata di giovani promesse cui vennero affiancati due sudamericani, l'ala brasiliana Colella dal Corinthians e l'interno argentino Vairo dal Boca Juniors, col compito, sulla carta, di fare da pigmalioni agli acerbi compagni di maglia.

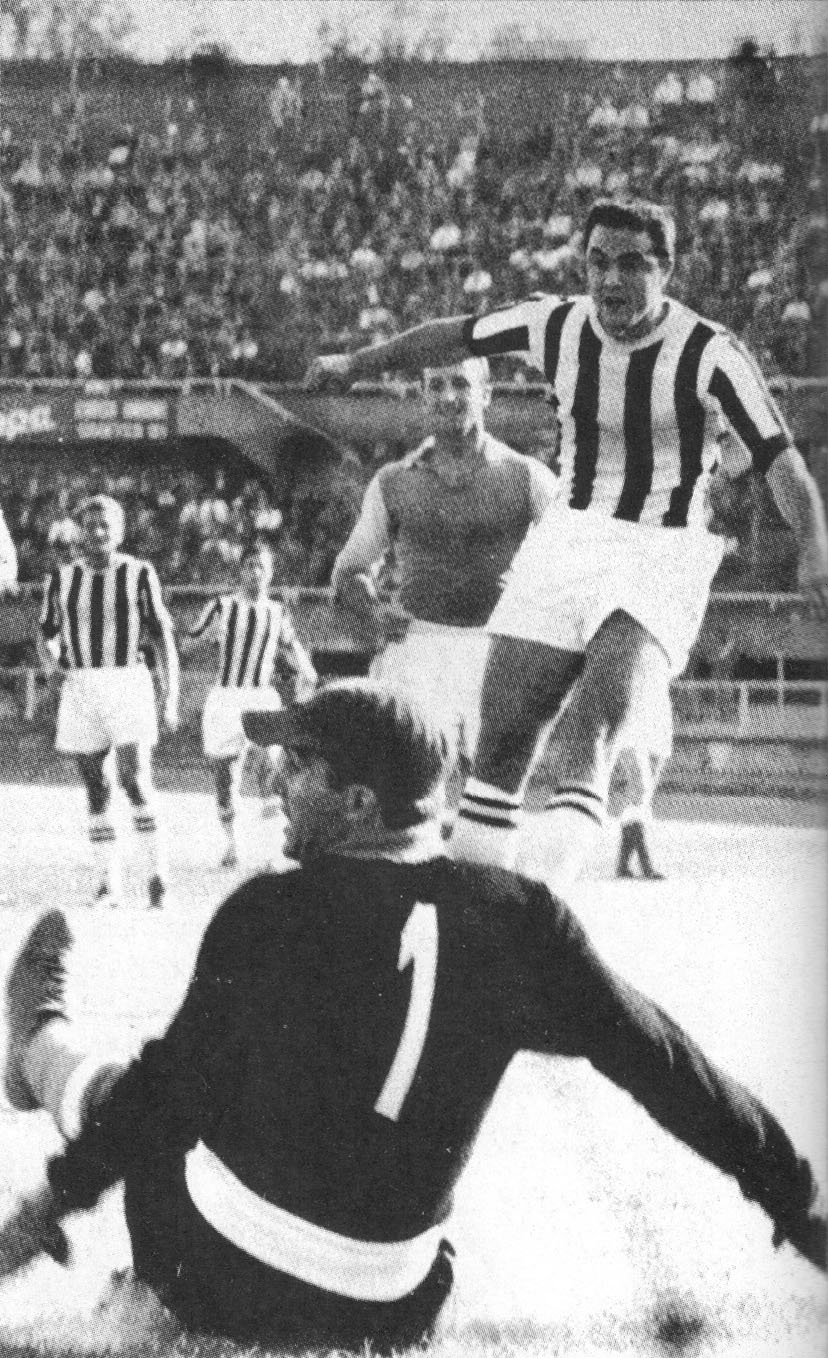
L'italo-argentino Juan Vairo, neoacquisto e «poco più di una meteora» in bianconero.

Fin dalle prime giornate, il cammino dei bianconeri lasciò presagire «una delle annate più nere della storia bianconera», condotta generalmente a centro classifica nonché, per lunghi tratti, perfino poco sopra la zona retrocessione. Puppo azzerò la formazione titolare dando fiducia a elementi come Aggradi, Caroli, Emoli, Stacchini e Vavassori, giocatori destinati nella maggior parte dei casi a raccogliere in futuro successi maggiori, ma che in questa stagione si rivelarono tuttavia ancora troppo inesperti: il gruppo venne irriverentemente soprannominato dalla stampa, mutuando il cognome dell'allenatore, come «i puppanti» poiché incapaci d'inserirsi in un contesto corale e contribuire attivamente al gioco della squadra. A ciò si aggiunsero in negativo le prestazioni dei due neoacquisti stranieri, al di sotto delle aspettative e lontani dal far fare il salto di qualità al collettivo piemontese; esemplificativo di ciò fu il fatto che Colella poté issarsi a capocannoniere bianconero realizzando appena 7 reti nell'arco del torneo.
L'insufficiente avvio degli uomini di Puppo, che nei primi sette turni inanellarono lo scarno bottino di cinque pareggi e due sconfitte, portò di fatto a un pronto riavvicinamento della famiglia Agnelli alla Juventus – dopo che quattordici mesi prima Gianni Agnelli aveva ceduto ad interim la carica presidenziale a un triumvirato formato da Enrico Craveri, Luigi Cravetto e Marcello Giustiniani. L'8 novembre 1955 Umberto, fratello minore di Gianni, assunse così la reggenza della società: all'età di appena ventuno anni diventò il più giovane numero uno nella storia del club. Il ritorno di un Agnelli ai posti di comando non servì tuttavia, nell'immediato, a dare una svolta all'anonimo campionato della formazione torinese, concluso a un mediocre nono posto – all'epoca, il suo peggior piazzamento nella storia del girone unico.

## Divise
| Casa | Trasferta | 1ª portiere |

## Rosa
| N. |                   | Ruolo | Calciatore         |
| -- | ----------------- | ----- | ------------------ |
|    | Italia (bandiera) | P     | Giuseppe Vavassori |
|    | Italia (bandiera) | P     | Giovanni Viola     |
|    | Italia (bandiera) | D     | Benito Boldi       |
|    | Italia (bandiera) | D     | Angelo Caroli      |
|    | Italia (bandiera) | D     | Giuseppe Corradi   |
|    | Italia (bandiera) | D     | Bruno Garzena      |
|    | Italia (bandiera) | D     | Piero Giuliano     |
|    | Italia (bandiera) | C     | Piero Aggradi      |
|    | Italia (bandiera) | C     | Umberto Colombo    |
|    | Italia (bandiera) | C     | Flavio Emoli       |
|    | Italia (bandiera) | C     | Antonio Montico    |
|    | Italia (bandiera) | C     | Cesare Nay         |

| N. |                      | Ruolo | Calciatore                     |
| -- | -------------------- | ----- | ------------------------------ |
|    | Italia (bandiera)    | C     | Guglielmo Oppezzo              |
|    | Italia (bandiera)    | C     | Giorgio Turchi                 |
|    | Italia (bandiera)    | A     | Antonio Barengo                |
|    | Italia (bandiera)    | A     | Giorgio Bartolini              |
|    | Italia (bandiera)    | A     | Giampiero Boniperti (capitano) |
|    | Brasile (bandiera)   | A     | Leonardo Colella               |
|    | Italia (bandiera)    | A     | Stefano Francescon             |
|    | Italia (bandiera)    | A     | Luca Frateschi                 |
|    | Danimarca (bandiera) | A     | Karl Aage Præst                |
|    | Italia (bandiera)    | A     | Guerrino Rossi                 |
|    | Italia (bandiera)    | A     | Gino Stacchini                 |
|    | Argentina (bandiera) | A     | Juan Vairo                     |

## Risultati

### Serie A

#### Girone di andata
| Arbitro: | Griggi (Brescia) |

|                |           |                              |
| Vairo 20’, 30’ | Marcatori | 25’ Fabbri 54’ (aut.) Turchi |

| Arbitro: | Orlandini (Roma) |

|              |           |               |
| Passarin 42’ | Marcatori | 47’ Boniperti |

| Arbitro: | Piemonte (Monfalcone) |

|  |           |                                          |
|  | Marcatori | 4’ Montuori 18’, 88’ Virgili 54’ Magnini |

| Torino 9 ottobre 1955, ore 15:30 CET 4ª giornata | Torino             | 0 – 0 referto | Juventus | Stadio Filadelfia\| Arbitro: \| Bernardi (Bologna) \| |
| Arbitro:                                         | Bernardi (Bologna) |               |          |                                                       |

| Arbitro: | Moriconi (Roma) |

|                |           |  |
| Ronzon 7’, 66’ | Marcatori |  |

| Arbitro: | Campanati (Milano) |

|                  |           |                         |
| Montico 24’, 49’ | Marcatori | 29’ Bronée 45’ Piccioni |

| Arbitro: | Bernardi (Bologna) |

|            |           |             |
| Prenna 52’ | Marcatori | 44’ Oppezzo |

| Arbitro: | Rigato (Mestre) |

|                  |           |              |
| Montico 12’, 32’ | Marcatori | 39’ Bassetto |

| Arbitro: | Bernardi (Bologna) |

|               |           |  |
| Boniperti 30’ | Marcatori |  |

| Arbitro: | Lo Bello (Siracusa) |

|             |           |            |
| Vinício 86’ | Marcatori | 5’ Colella |

| Arbitro: | Guarnaschelli (Pavia) |

|                              |           |  |
| Boniperti 51’, 89’ Vairo 64’ | Marcatori |  |

| Arbitro: | Lo Bello (Siracusa) |

|                                 |           |             |
| Ricagni 31’ Schiaffino 37’, 62’ | Marcatori | 48’ Colella |

| Arbitro: | Righi (Milano) |

|               |           |  |
| Boniperti 23’ | Marcatori |  |

| Arbitro: | Orlandini (Roma) |

|             |           |  |
| Colella 75’ | Marcatori |  |

| Arbitro: | Piemonte (Monfalcone) |

|                     |           |                              |
| Vicariotto 21’, 76’ | Marcatori | 13’ Colella 48’ (rig.) Emoli |

| Torino 22 gennaio 1956, ore 14:30 CET 16ª giornata | Juventus           | 0 – 0 referto | L.R. Vicenza | Stadio Comunale\| Arbitro: \| Campanati (Milano) \| |
| Arbitro:                                           | Campanati (Milano) |               |              |                                                     |

| Arbitro: | Perego (Milano) |

|  |           |            |
|  | Marcatori | 49’ Caroli |

#### Girone di ritorno
| Ferrara 5 febbraio 1956, ore 14:30 CET 18ª giornata | SPAL                | 0 – 0 referto | Juventus | Stadio Comunale\| Arbitro: \| Lo Bello (Siracusa) \| |
| Arbitro:                                            | Lo Bello (Siracusa) |               |          |                                                      |

| Arbitro: | Righi (Milano) |

|  |           |               |
|  | Marcatori | 71’ Lucentini |

| Arbitro: | Piemonte (Monfalcone) |

|                        |           |  |
| Montuori 86’ Prini 88’ | Marcatori |  |

| Arbitro: | Marchetti (Milano) |

|  |           |                         |
|  | Marcatori | 36’ Bertoloni 86’ Buhtz |

| Arbitro: | De Gregorio (Legnano) |

|                                 |           |                      |
| Emoli 24’ (rig.) Francescon 38’ | Marcatori | 31’ Meroi 90’ Farina |

| Novara 19 marzo 1956, ore 15:00 CET 23ª giornata | Novara             | 0 – 0 referto | Juventus | Stadio Comunale di via Alcarotti\| Arbitro: \| Marchetti (Milano) \| |
| Arbitro:                                         | Marchetti (Milano) |               |          |                                                                      |

| Torino 24 marzo 1956, ore 15:30 CET 24ª giornata | Juventus              | 0 – 0 referto | Roma | Stadio Comunale\| Arbitro: \| Piemonte (Monfalcone) \| |
| Arbitro:                                         | Piemonte (Monfalcone) |               |      |                                                        |

| Arbitro: | Marchese (Frattamaggiore) |

|                |           |               |
| Sabbatella 28’ | Marcatori | 17’ Bartolini |

| Genova 8 aprile 1956, ore 15:30 CET 26ª giornata | Genoa                   | 0 – 0 referto | Juventus | Stadio Luigi Ferraris\| Arbitro: \| Coppa (Mariano Comense) \| |
| Arbitro:                                         | Coppa (Mariano Comense) |               |          |                                                                |

| Arbitro: | Marchetti (Milano) |

|  |           |             |
|  | Marcatori | 17’ Jeppson |

| Arbitro: | Bernardi (Bologna) |

|                |           |                    |
| Bonistalli 81’ | Marcatori | 61’ (rig.) Montico |

| Torino 6 maggio 1956, ore 16:00 CET 29ª giornata | Juventus | 0 – 0 referto | Milan | Stadio Comunale (ca 15 000 spett.)\| Arbitro: \| Roman \| |
| Arbitro:                                         | Roman    |               |       |                                                           |

| Arbitro: | Menchini (Udine) |

|                             |           |  |
| Muccinelli 6’ Selmosson 74’ | Marcatori |  |

| Arbitro: | Seipelt |

|  |           |                  |
|  | Marcatori | 25’, 82’ Colombo |

| Arbitro: | Smorto (Reggio Calabria) |

|                                           |           |                |
| Colella 8’ Boniperti 68’ Orzan 70’ (aut.) | Marcatori | 34’ Vicariotto |

| Arbitro: | Adami (Roma) |

|                                    |           |                         |
| Campana 4’ Savoini 35’ Manente 75’ | Marcatori | 25’ Colombo 62’ Colella |

| Arbitro: | Marchetti (Milano) |

|                             |           |                                 |
| Colella 9’ Emoli 50’ (rig.) | Marcatori | 39’ (rig.) Pivatelli 70’ Pozzan |